# 6530 Adry
6530 Adry este un asteroid din centura principală de asteroizi.

## Descriere
6530 Adry este un asteroid din centura principală de asteroizi. A fost descoperit pe 12 aprilie 1994 la Colleverde de Vincenzo Silvano Casulli. El prezintă o orbită caracterizată de o semiaxă mare de 2,66 ua, o excentricitate de 0,16 și o înclinație de 14,0° în raport cu ecliptica.